# نابرابری یانگ
صورت نامساوی یانگ (به انگلیسی: young's inequality): اگر a,b>۰  و  p و q اعداد حقیقی و مثبت باشند به نحوی که مجموع معکوس‌های p و q برابر یک باشد، آنگاه ap/p+bq/q≥ab

## اثبات
این قضیه را برای اعداد گویای p و q ثابت می‌کنیم و سپس می‌توان قضیه را برای p,q‌های گنگ نیز تعمیم داد.
قرار می‌دهیم x۱=x۲=... =xm=X و xm+1=xm+2=... =xn=Y و از نامساوی حسابی-هندسی استفاده می‌کنیم. (n≥m):
[x۱+x۲+... +xm+xm+1+xm+2+... +xn ≥ \sqrt[n
{x۱.x۲.....xm.xm+1.xm+2.....xn}. n ---> mX+(n-m)Y ≥ \sqrt[n]{Xm.Yn-m}.n
می‌دانیم که n≥m≥1 پس می‌توان n و m را طوری انتخاب کرد که m/n برابر هر عدد گویایی در بازه ی [۱٬۰] باشد، پس می‌توان فرض کرد که p=n/m و q=n/n-m (این دو مقدار در شرایط فرض صدق می‌کنند) و با توجه به نامساوی که بدست آوردیم به این نتیجه می‌رسیم که:

X/p+Y/p ≥ X1/p.Y1/q
که با جایگذاری Y=bp و X=ap به نامساوی ap/p+bq/q≥ab تبدیل می‌شود.